# カンポトスト
カンポトスト（イタリア語: Campotosto）は、イタリア共和国アブルッツォ州ラクイラ県にある、人口約500人の基礎自治体（コムーネ）。

## 地理

### 位置・広がり

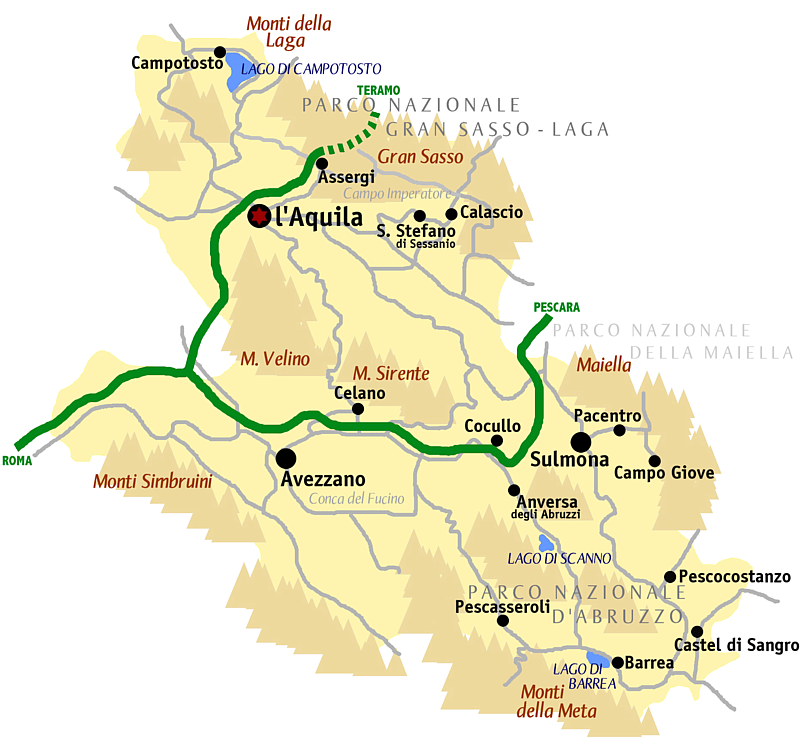
ラクイラ県概略図

ラクイラ県北部に位置するコムーネ。

#### 隣接コムーネ
隣接するコムーネは以下の通り。括弧内のRIはリエーティ県、TEはテーラモ県所属を示す。
- アマトリーチェ (RI)
- カピティニャーノ
- クロニャレート (TE)
- ラークイラ
- モンテレアーレ

## 行政

### 分離集落
カンポトストには、以下の分離集落（フラツィオーネ）がある。
- Mascioni, Ortolano, Poggio Cancelli, Rio Fucino, Case Isaia